# Rawdon (Quebec)
Rawdon, también conocido antes como Saint-Patrice-de-Rawdon o Saint-Patrice, es un municipio perteneciente a la provincia de Quebec en Canadá. Es la sede del municipio regional de condado (MRC) de Matawinie en la región administrativa de Lanaudière.

## Geografía

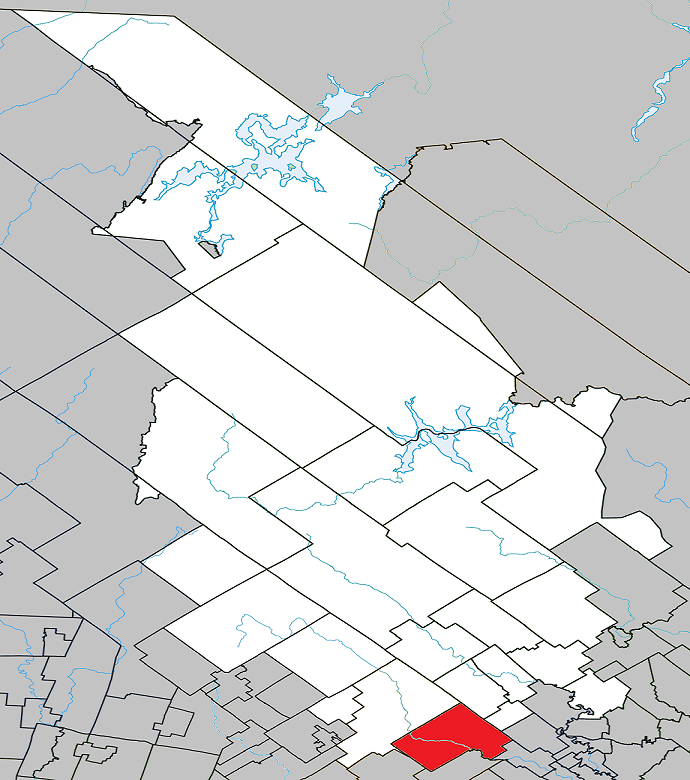
Ubicación de Rawdon en Matawinie

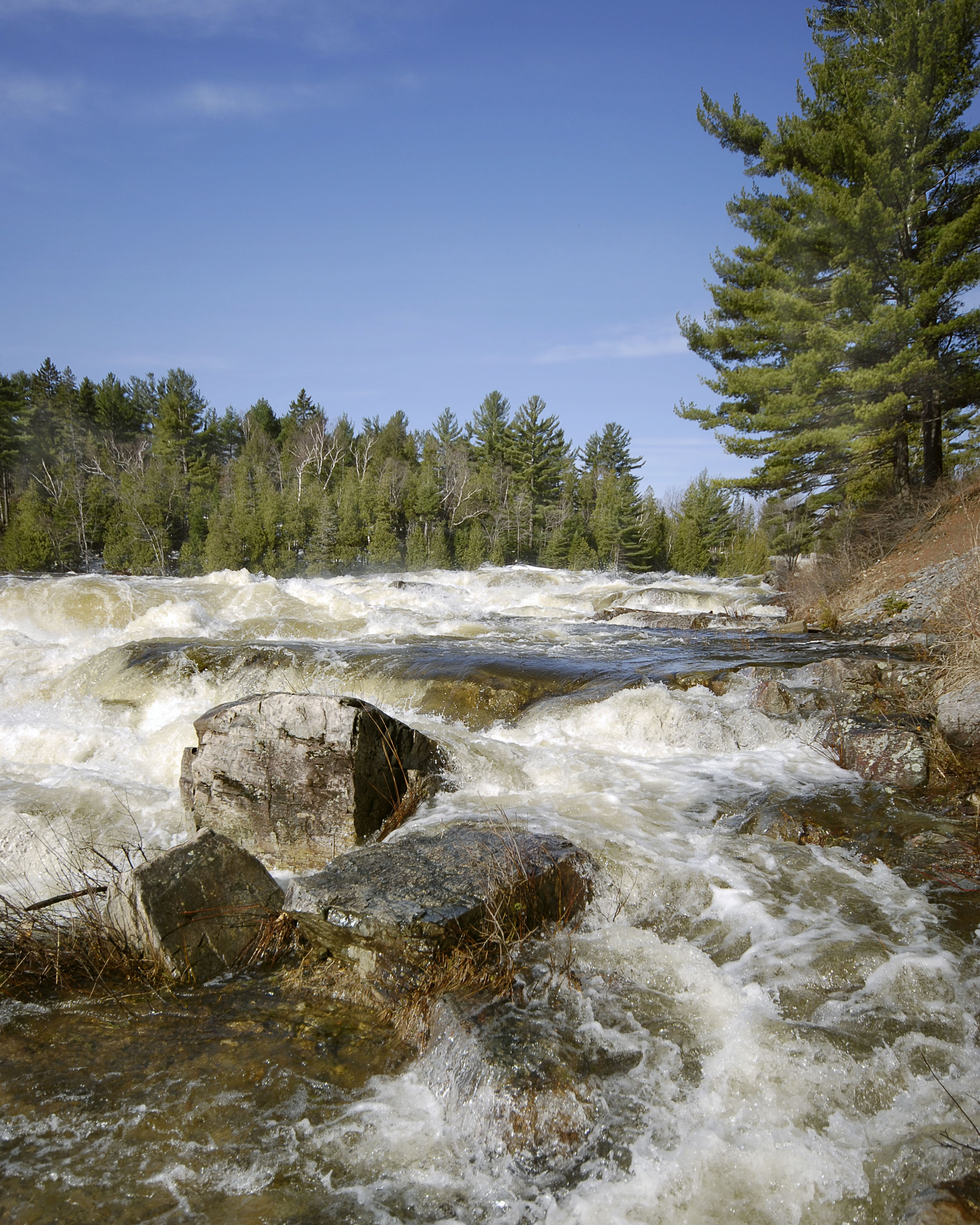
Río Ouareau.

Rawdon se encuentra en la parte sur del MRC de Matawinie, 40 km al sureste de Saint-Donat. Limita al norte con Saint-Alphonse-Rodriguez, al noreste con Sainte-Marcelline-de-Kildare y Saint-Ambroise-de-Kildare, al este con Saint-Liguori,  al sur con Sainte-Julienne, al suroeste con Saint-Calixte y al oeste con Chertsey. Su superficie total es de 193,08 km², de los cuales 186,25 km² son tierra firme. Está situado en los primeros contrafuertes de las Laurentides, en una altitud de 150 m. Muchas cascadas se encuentran en los ríos  Ouareau y  Rojo. Rawdon se beneficia de una insolación anual importante.

## Urbanismo
Las carreteras 337, 341 y 348 atraviesan el territorio y el pueblo de Rawdon y los comunica a Terrebonne, Saint-Donat, Repentigny, Chertsey y Saint-Jean-de-Matha.

## Historia

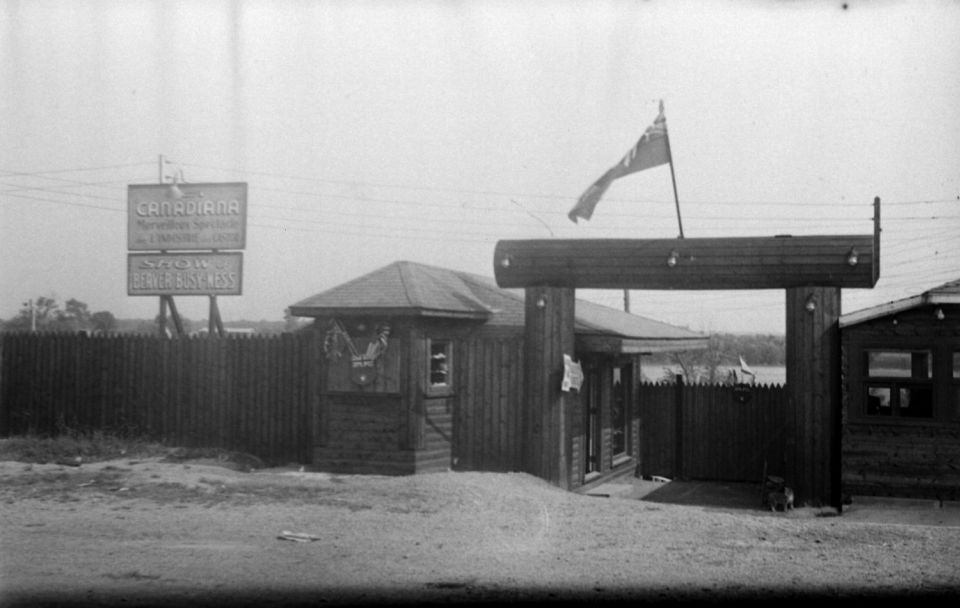
El pueblo histórico Canadiana en 1948

Rawdon fue uno de primeros establecimientos en la región de Lanaudière, al norte de la planicie del San Lorenzo. Irlandeses, Escoceses, Ingleses y Lealistas llegaron en el cantón de Rawdon, el cual fue creado en 1799. Este nombre procedería del pueblo de Rawdon, West Yorkshire en el condado de Yorkshire del Oeste en Inglaterra, hipótesis más plausible según la Comisión de toponimia de Quebec. El nombre podría también honrar Francis Rawdon-Hastings. En 1824, la localidad contaba con 475 habitantes, cuyos 75% eran Irlandeses.
Hacia 1830, Franco-canadienses de Saint-Jacques-de-l’Achigan llegaron vivir en el cantón. La oficina de correos de Rawdon abiertó en 1831 aunque la parroquia  católica irlandesa de Saint-Patrice-de-Rawdon fue fundada en 1837. En 1844, la mayoría de la población local era francófona. El municipio de cantón de Rawdon fue instituido en 1845. En segunda mitad del siglo XIX, Jedediah Hubbell desarrolló el comercio de madera. En 1910, la Chateauguay and Northern Railway construyó una vía férrea uniendo  Rawdon a Montreal.
El municipio de pueblo de Rawdon fue creado en 1919 por separación del municipio de cantón. Este nuevo municipio estaba ubicado por el Lago Ouareau. Entre 1929 y 1939, muchos rusos, poloneses, alemanes, húngaros y ucranianos se establecieron en el pueblo.  Checoslovacos llegaron habitar en Rawdon en 1958. El municipio actual fue creado en 1998 por reagrupación de los municipios de cantón y de pueblo de Rawdon.

## Política
Rawdon está incluso en el MRC de Matawinie. El consejo municipal está compuesto por seis consejeros representando seis distritos territoriales. El alcalde actual (2015) es Bruno Guilbault, que sucedió a Jacques Beauregard en 2013.
|                                      | 2005-2009              | 2009-2013          | 2013-2017          |
| Alcalde                              | Louise Major           | Jacques Beauregard | Bruno Guilbault    |
| 1 - Cèdrière – Lac-Huard             | Gaetan Gagnon          | Louise Poirier     | Louise Poirier     |
| 2 - Saint-Alphonse – Lac-Brennan     | Sasha Arleninow-Ouimet | Brent Parkinson    | Katy Dupuis#       |
| 3 - Vincent-Massey                   | Raymond Rougeau        | Raymond Rougeau    | Raymond Rougeau#   |
| 4 - Rivière-Blanche-et-Rivière-Rouge | Roberte Sylvestre      | Julie Régis        | Renald Breault     |
| 5 - Saint-Patrick                    | Linda Stewart          | Normand Marsan     | Kimberly St Denis# |
| 6 - Montcalm – Sainte-Anne           | James Tinkler          | Jacqueline Zara    | Stéphanie Labelle# |
| Distrito 7                           | Bruno Guilbault        | …                  | …                  |
| Distrito 8                           | André Morin            | …                  | …                  |

Nota : Nombres de distritos para 2009 y 2013. * Consejero al inicio del termo pero no al fin.  ** Consejero al fin del termo pero no al inicio. # En el partido del alcalde.
El municipio está ubicado en la circunscripción electoral de Rousseau a nivel provincial y de Joliette a nivel federal.

## Demografía
Según el censo de Canadá de 2011, Rawdon contaba con 10 416 habitantes. La densidad de población estaba de 55,7 hab./km². Entre 2006 y 2011 hubo una adición de 358 habitantes (3,6 %). En 2011, el número total de inmuebles particulares era de 5422, de los que 4532 estaban ocupados por residentes habituales, otros siendo en mayor parte residencias secundarias. Rawdon es el municipio más poblado del MRC de Matawinie. El pueblo de Rawdon contaba con 5172 habitantes, o 49,7% de la población del municipio, en 2011.
Evolución de la población total, Rawdon, 1991-2015

## Economía
La presencia de las cascadas y la fuerte insolación han permitido el desarrollo del turismo.

## Cultura
La complainte de Rawdon (La endecha de Rawdon), una canción de la tradición popular que existe en tres versiones, es basada sobre un hecho real sobrevenido en 1897, el asesinato por Thomas Nuty de su familia.

## Sociedad

### Personalidades
- Jacques Rougeau (1960-), luchador